# Šur-Gol (Ardabilska pokrajina)
Šur-Gol (perz. شور گُل) je slano jezero u Ardabilskoj pokrajini na sjeverozapadu Irana, oko 10 km jugoistočno od Sareina odnosno 25 km jugozapadno od Ardabila. Smješteno je na sjeveroistočnim obroncima brda na nadmorskoj visini od 1575 m i njegova podloga magmatskog je podrijetla. Šur-Gol ima površinu do 4,8 ha, dubinu do 2,0 m i zapremninu do 48.000 m³. Elipsastog je oblika i proteže se duljinom od 290 m u smjeru sjeveroistok−jugozapad odnosno širinom od 220 m. Litoralni pojas najblaži je na jugozapadnoj strani gdje se zbog visokog stupnja saliniteta nalaze naslage soli. Vodom se opskrbljuje prvenstveno pomoću padalina i potočića koji nastaju proljetnim otapanjem snijega, a hidrogeološki je povezan sa susjednim jezerom Guzgolom koji se nalazi 1,4 km jugozapadno na 36 m većoj visini, odnosno rijekom Baleklu-Čaj (2,5 km sjeverno) koja pripada kaspijskom slijevu. Na ovoj rijeci početkom 2010-ih godina u neposrednoj blizini jezera nasuta je Jamčijska brana. Najbliže naselje koje gravitira jezeru je Jamči-je Pain, selo udaljeno 1,4 km prema jugu.

## Poveznice
- Zemljopis Irana
- Popis iranskih jezera